# アナウアク騒擾事件
アナウワク騒擾事件（Anahuac Disturbances）は、1832年と1835年の2度にわたって、テキサス州アナウワクとその周辺で発生した紛争。テキサスのメキシコからの脱退と、その後のテキサス共和国の建国をもたらしたテキサス革命のきっかけの一つとなった。
ガルヴェストン湾北岸近くのトリニティ川東側というアナウワクの位置は、メキシコとルイジアナ（およびここを経由してアメリカ合衆国各地）との間をまたぐ交易路に位置していた。密輸を取り締まり、また、沿岸の移住者から徴税するために、1830年以降メキシコはここに軍を駐屯させた。入植者と駐屯軍将校との間に軋轢が生じていた。

## 背景
メキシコがスペインから独立を得た後、アメリカ合衆国からの移民が合法化された。合衆国やヨーロッパからの移民をテキサスに入植させる契約の代理人としてエンプレサリオ制度が設けられたが、テキサスに移住したアメリカ人の数が多くなるにつれ、メキシコ当局は次第にアメリカがメキシコを併合するのではないかという心配をするようになった。1830年4月6日、メキシコ政府はアメリカからテキサスへの移民を制限する一連の法律を制定した。法律では、エンプレサリオによる契約のうち、未了のものを取り消しにし、また、テキサスに関税事務所を開設して関税の徴収を始めた。元々はアメリカ人であったメキシコ軍将校のフアン・デービス・ブラッドバーンがガルベストン湾のこの関税事務所と駐屯軍の指揮官として任命された。ブラッドバーンは1830年の10月にトリニティー川河口にある 30フィートの崖の上に、この関税事務所兼駐屯地を建設した。ここはその後アナウアクという名称で知られるようになった。
ブラッドバーンは、彼の在任期間当初から嫌われていた。彼は、アナウアク近くに住む入植者に対する土地払い下げに反対した。メキシコの1824年憲法では海岸線から26マイル以内に定住することが禁じられていたが、ほとんどの払い下げ申請はこの範囲内にのものであったことがその理由だった。最終的には払い下げが実現したとしても、入植者はブラッドバーンへの憎しみを持つようになった。
1832年1月に、ブラッドバーンは、彼の管轄する地域内において、メキシコからテキサスを分離したがっている10名の人物のリストを入手した。これ以降、すべての出来事がアメリカによるテキサス分離のための陰謀であると信じるようになった。1832年6月にブラッドバーンの2人の兵士が入植者女性を襲うという強姦事件が発生し、怒った入植者たちは被害者を見殺しにした隣人をリンチにした。彼らはブラッドバーンに対して加害者の兵士らにも同じ罰を与えるために引き渡せと要求したが、これを拒絶された。この事件の後、入植者は（名目的には）インディアンの襲撃から身を守るために、民兵組織を作った。メキシコの法律では民兵組織を持つことは禁止されていたので、ブラッドバーンは首謀者であるパトリック・ジャックを逮捕したが、その後「殺す」という脅迫を受けて解放した。

## 第一次（1832年）

### はじまり
その後もブラッドバーンと入植者の緊張が高まっていった。ブラッドバーンは奴隷を禁止するメキシコの法律を強く支持していたので、1831年8月、ルイジアナからの男性逃亡奴隷2人を保護した。奴隷の所有者は返還を求め、代理人として地元の弁護士ウィリアム・バレット・トラヴィスに依頼した。ブラッドバーンは1832年5月に、友人の名前で、ルイジアナから100人の武装した集団が奴隷を取り戻しにやってくると警告する手紙を受け取った。この手紙がいたずらだと判明した後、ブラッドバーンは尋問のためトラヴィスを逮捕し、反逆の罪で軍事裁判に掛けるため、マタモロスに送ろうとした。有罪になれば確実に死刑になるものだった。入植者たちはメキシコの法律をよく知らなかったので、令状や罪状の読み上げなしで逮捕されたり、陪審裁判がなされない事に憤慨した。ほとんどの入植者らはアメリカ合衆国の権利章典が彼らを守ってくれるものと誤解していた。
入植者達は当初、さほどの関心を持たなかったが、ブラッドバーンがトラヴィスやジャック、および彼らの代理人に証言すらさせないことを知り警戒するようになった。ジャックの兄がブラゾリアからアナウアクへの行進を企て、周囲の村から大勢が集結した。ブラゾリアの議員であるジョン・オースティンはブラゾスの駐留部隊を率いていたドミンゴ・ウガルテチェア大佐に相談したところ、ウガルテチェアはオースティンが拘留されている者の解放を要求することを勧めた。
ブラッドバーンの部下は、オースティンとその他の者たちに対し、被告人を引き渡すことは法律で禁止されていると伝えた。オースティンらが家に帰ったあと、メキシコ人は馬が盗まれていることに気がつき、窃盗の容疑で二人の現地人を逮捕した。この逮捕の知らせを聞いて一旦はブラゾリアに帰った集団は再びアナウアクに戻ってきた。怒った市民らとともにアナウアクから数マイルの場所にキャンプを構え、フランク・W・ジョンソンを指揮官に選出した。彼らはすぐに、彼らの動静を探りに差し向けられた19人のメキシコ人分遣隊を捕虜にした。
6月10日にはアナウアクの北にある建物を占拠した。ブラッドバーンは、武装した集団の目的が逮捕されたアメリカ人の解放に留まらず、全面的な反乱に発展するのではないかと心配した。ブラッドバーンはトラヴィスとジャックを地面に縛りつけて銃を向け、テキサス人が襲撃してきたら彼らを撃つと脅した。トラヴィスはジョンソンに対して、自分は構わないから襲撃をするように促した。交渉では、テキサス側はトラヴィスら囚人とテキサス人が捕虜にしたメキシコ兵の交換を申し出たが、メキシコ側は捕虜の交換に加え、テキサス人反乱者たちがタートルバイユーまで撤退することを条件とした。結果、大部分の反乱者はタートルバイユーに引き上げ、そこで捕虜を解放した。だが、依然15 – 30人ほどが散らばって町に残っていた。ブラッドバーンは約束違反であるとして、囚人の解放を行わず、2時間以内に立ち退かなければ発砲すると警告した。テキサス人たちは、ブラッドバーンの警告はウソで、ただ単に建物から出て行って欲しいだけだと考えた。だが、そのときテキサス人は知らなかったが、その建物の中にはメキシコ軍の兵器や弾薬が貯蔵されていた。

### 暴動
ブラッドバーンの警告を聞いて、アナウアクの女性と子供たちは町から逃げ出した。メキシコ兵はすぐに残っていた者に発砲し、この小競り合いで5人のメキシコ兵と1人のテキサス人が死んだ。その後テキサス人はタートルバイユーに集結し、ブラゾリアからの大砲の到着を待った。
6月13日にテキサス人は「タートルバイユー決議文」を採択した。この中で、彼らは連邦主義者 (federalist) であり、メキシコのアントニオ・サンタ・アナ将軍を支持すると述べ、民政によらず軍隊によって体制を維持しようとしている現政権を非難した。テキサス人が兵器の到着を待っている間、ブラッドバーンは 200マイル北のナカドーチェスにいるピエドラス大佐と、300マイル西のサンアントニオにいるエロスア大佐に援軍を要請した。6月19日にはピエドラス大佐が 100人ほどの兵を伴って出発した。
ジョン・オースティンらは大砲を引き取るためにブラゾリアに戻った。6月20日に彼は皆を集めて中央集権政府に反対であるという票決を行った。オースティンはこの反中央集権の運動にウガルテチェア大佐を誘ったが拒絶されたため、6月26日にウガルテチェアのいる砦を攻撃した。これはベラスコの戦いと呼ばれるもので、翌朝には、すべての兵器類を残し、丸腰でマタモロスに帰るという条件を飲んでウガルテチェア軍は降伏した。
アナウアクから30マイルほどの地点に到達したピエドラスは、ジョンソンに使者を送った。ジョンソンはその使者にブラッドバーンに関する不満や苦情をリストにしたものを手渡した。ピエドラスはこの対立の解決を模索し、下記に合意した；
- リバティーの町に自治のための議会 (ayutamiento) を再建する
- アナウアクで捕まっている民間人を民政当局に引き渡す
- ブラッドバーンを解任し、後任を彼に指名させる

6月28日にこれをテキサス側が受諾し、7月1日にはピエドラスの部隊はアナウアクに入城した。

### 余波
ブラッドバーンが後継者として指名したフェリクス・マリア・スバラン中佐はこれを拒否したため、ピエドラスが当面の指揮官となり、7月2日には捉えられていたテキサス人らの身柄を民政当局に引き渡した。その後1週間以内に、全員が不起訴となり解放された。7月8日にピエドラスがナカドーチェスに帰るに際し、序列では3番目のコルティナ中尉を指揮官に指名した。
ピエドラスが去った3日後にはアナウアクの部隊の大半は、自分らが連邦主義者であると宣言した。兵士たちは連日酔っ払っており、コルティナの命令を聞かなくなったので、ブラッドバーンに指揮官に戻って欲しいと頼んだが、ブラッドバーンはこれを断り、スバランが指揮を執るように勧めた。
ブラッドバーンの暗殺計画は、事前に露見したため無事であったが、これを機に彼はテキサスを去ることに決めた。地元の船の船長は全員が彼を乗せることを拒否した。7月13日にはスバランにより、中央集権体制を支持するものの安全は保証されない旨の発表が行われた。ブラッドバーンはガイドを雇って徒歩でルイジアナに向かって出発した。
ブラッドバーンが演じた役割について、後年の歴史家により議論がなされている。ウィリアム・C・デイビスは、「ブラッドバーンの過剰な反応が、単なる田舎の不平家だった2人を英雄にしてしまった」と述べている。結果としてタートルバイユーの決議につながり、他のテキサス人の結束を招いてしまった。
ピエドラスがナカドーチェスに戻ったとき、市民が民兵組織を作っていることを知り、民政議会に対してこれを解散するよう求めたが拒否され、逆に民政議会も独自の民兵組織を持つこととなってしまった。8月1日、これら民兵組織の複合体はピエドラスに対して、連邦主義者の反乱を支持することを誓えと命令した。ピエドラスが拒否すると攻撃を受けた。数日後には全員が捕まり連邦主義者になるように「説得」された。兵士が降伏したりメキシコ国内に撤退したため、テキサス東部にはメキシコの軍隊は皆無となってしまった。これで入植者達はますます政治的活動をエスカレートさせていった。直後には1832年会議をが結成され、テキサス人が結束して同じ目標に向かうこととなった。

## 第二次
2度目の紛争は1835年6月後半に、またも関税の問題を巡って発生した。地元の商人で小型船長のアンドリュー・ブリスコウは、すべての港で収税が等しく実施されていないことに不満があった。彼は意図的に、新しい政府の司令官のアントニオ・テノリオ大尉を試そうとし、彼のボートを、重い荷物を運んでいるように見せかけた。思った通りに当局者の一部が船を調べた。実際には、彼は単にバラストをボートを積んでいただけだった。テノリオは激怒して、ブリスコウと彼のパートナーのデウィット・クリントン・ハリスを捕らえた。ハリスとブリスコウを連行していた兵士は発砲までして、もう一人別のテキサス人の若者、ウィリアム・スミスを負傷させた。
再び、トラヴィスは大きな役割を演じることとなった。2人の逮捕のニュースはより過激なサンフェリペ・デ・オースティンの町に広がり、政治の長のピーター・ミラーは、この事件に関してトラヴィスに民兵を組織することを許可した。トラヴィスは民兵を集め、ハリスバーグに停泊していた船のオハイオを徴発し、大砲と共にアナウワクへ出航した。彼の25名の部隊は、すぐに40名ほどのメキシコ軍部隊を降伏させ、武装を解除させて、捕まっていた2人のテクシャンを解放したうえ、部隊を追放した 。
しかし、トラヴィスは広いコミュニティの支援を得て行動した訳ではなく、当時メキシコシティにいたスティーブン・オースティンを危険に晒さないために、結局最後には謝罪した。オースティンは、メキシコのフロンティアへの入植を移民に奨励して監督し、スペインの（後にメキシコの）政府と契約を交わした最も著名なエンプレサリオであった。その夏の終わりごろ、メキシコ軍当局は軍事法廷でトラヴィスを裁くため、身柄の引渡しを求めたが、入植者たちはこれに反対した。
トラヴィスは翌年のアラモの戦いで死亡した。テキサス共和国の国務長官として短い間務めたオースティンは、テキサスの主要な歴史的な人物となっている。